# Helicobasidium corticioides
Helicobasidium corticioides är en svampart som beskrevs av Bandoni 1956. Helicobasidium corticioides ingår i släktet Helicobasidium och familjen Helicobasidiaceae.   Inga underarter finns listade i Catalogue of Life.